# Ulli Lederer
Ulrich „Ulli” Lederer (Csehország, Opava, 1897. augusztus 18. – 1969. június) olimpikon, kétszeres Európa-bajnok, Európa-bajnoki bronzérmes és világbajnoki bronzérmes osztrák jégkorongozó.
Először az Osztrák férfi jégkorong-válogatottban az 1927-es jégkorong-Európa-bajnokságon szerepelt, amit Bécsben rendeztek meg és megnyerték.
Az 1928. évi téli olimpiai játékokon a jégkorongtornán is játszott. Az osztrák csapat a C csoportba került. Az első mérkőzésen a svájciakkal 4–4-es döntetlent játszottak, majd a németekkel 0–0-s döntetlen lett a végeredmény. A csoportban csak három válogatott volt. Az osztrákok a másodikak lettek és nem jutottak tovább. Összesítésben az 5. lettek. Lederer 2 gólt ütött a tornán.
Az 1930-as jégkorong-világbajnokságon a 4. helyen végeztek. Ez egyben Európa-bajnokság is volt, így bronzérmes lett. Az 1931-es jégkorong-világbajnokságon bronzérmes lett és újra Európa-bajnok.
Klubcsapata az bécsi WEV volt.